# Evgueni Koulikov
Pour les articles homonymes, voir Koulikov.
Evgueni Koulikov (en russe : Евгений Николаевич Куликов, Evgueni Nikolaïevitch Koulikov), né le 25 mai 1950 à Bogdanovitch, est un patineur de vitesse soviétique.

## Carrière
Evgueni Koulikov remporte l'argent en 1975 et le bronze en 1977 aux championnats du monde de sprint. Aux Jeux olympiques d'hiver de 1976 organisés à Innsbruck en Autriche, il est médaillé d'or sur 500 mètres et, aux Jeux de 1980, à Lake Placid aux États-Unis, il obtient la médaille d'argent sur la même distance. Pendant sa carrière, il bat neuf records du monde. Sur 500 mètres, Koulikov est le premier à passer sous les 38 secondes en 1975 puis sous les 37 secondes en 1981. Il reçoit le prix Oscar Mathisen, qui récompense la meilleure performance de la saison, en 1975.

## Records personnels
| Distance     | Temps         | Année |
| ------------ | ------------- | ----- |
| 500 mètres   | 36 s 91       | 1981  |
| 1 000 mètres | 1 min 15 s 33 | 1977  |
| 1 500 mètres | 2 min 6 s 3   | 1978  |